# 戈諾拉特卡 (奧拉季夫區)
49°8′50″N 29°31′6″E / 49.14722°N 29.51833°E
戈諾拉特卡（烏克蘭語：Гоноратка），是烏克蘭的村落，位於該國西南部文尼察州，由文尼察區負責管轄，始建於1641年，面積1.04平方公里，海拔高度235米，2001年人口348，人口密度每平方公里335.58人。